# جاوه مرکزی
جاوهٔ مرکزی (اندونزیایی: Provinsi Jawa Tengah) یکی از استان‌های اندونزی است.

## جغرافیا
پایتخت اداری این استان، شهر سمارانگ است.
جاوهٔ مرکزی یکی از ۶ استان اندونزی است که در جزیرهٔ جاوه واقع شده‌اند. این استان ۳۲٬۵۴۸٫۲۰ کیلومتر مربع مساحت داشته و تقریباً یک‌چهارم از کل زمین‌های جزیرهٔ جاوه را شامل می‌شود.

## جمعیت
جاوهٔ مرکزی با ۳۲٬۸۶۴٬۰۰۰ نفر جمعیت در سال ۲۰۰۹ به‌عنوان سومین استان پرجمعیت اندونزی پس از استان‌های جاوهٔ غربی و جاوهٔ شرقی شناخته می‌شود و یک‌چهارم از جمعیت کل جزیرهٔ پرتراکم جاوه را به خود اختصاص داده‌است.

## مردم
در جاوهٔ مرکزی از لحاظ ترکیب قومیتی، جاوه‌ای‌ها با ۹۸ درصد، سوندایی‌ها با ۱ درصد، چینی‌ها و عرب‌ها با ۱ درصد از عمده‌ترین گروه‌های قومی به‌شمار می‌روند. زبان‌های اندونزیایی، جاوه‌ای و سوندایی از مهم‌ترین زبان‌های رایج در این استان محسوب می‌شود.

## مذهب
مسلمانان، مسیحیان، هندوها، بوداییها و پیروان عقاید سنتی، بخش بزرگی از ساکنان جاوهٔ مرکزی را شامل می‌شوند.